# العلاقات البرازيلية التونسية
العلاقات البرازيلية التونسية هي العلاقات الثنائية التي تجمع بين البرازيل وتونس.

## مقارنة بين البلدين
هذه مقارنة عامة ومرجعية للدولتين:
| وجه المقارنة                                              | البرازيل | تونس                                       |
| --------------------------------------------------------- | --- | ------------------------------------------ |
| المساحة (كم2)                                             | 8.52 مليون | 163.61 ألف                                 |
| عدد السكان (نسمة)                                         | 202.66 مليون | 11.53 مليون                                |
| الكثافة السكانية (ن./كم²)                                 | 23.79 | 70.47                                      |
| العاصمة                                                   | برازيليا، ريو دي جانيرو | تونس                                       |
| اللغة الرسمية                                             | برتغالية برازيلية، Brazilian Sign Language ‏ | اللغة العربية                              |
| العملة                                                    | ريال برازيلي، كروزيرو ريال برازيلي ‏، كروزيرو البرازيلية (1990–1993)، البرازيلي كروزادو نوفو، كروزادو برازيلي، cruzeiro ‏، كروزيرو البرازيلية (1942–1967)، الريال البرازيلي (قديم) | دينار تونسي                                |
| الناتج المحلي الإجمالي (بليون دولار)                      | 2.06 تريليون | 40.26 مليار                                |
| الناتج المحلي الإجمالي (تعادل القوة الشرائية) بليون دولار | 3.22 تريليون | 129.05 مليار                               |
| الناتج المحلي الإجمالي الاسمي للفرد دولار أمريكي          | 8.54 ألف | 3.87 ألف                                   |
| الناتج المحلي الإجمالي للفرد دولار أمريكي                 | 15.89 ألف | 11.44 ألف                                  |
| مؤشر التنمية البشرية                                      | 0.754 | 0.721                                      |
| رمز المكالمات الدولي                                      | +55 | +216                                       |
| رمز الإنترنت                                              | .br | .tn                                        |
| المنطقة الزمنية                                           | | ت ع م+01:00، توقيت وسط أوروبا، ت ع م+02:00 |

## مدن متوأمة
في ما يلي قائمة باتفاقيات التوأمة بين مدن برازيلية وتونسية:
- ترتبط ريو دي جانيرو مع تونس باتفاقية توأمة منذ 1969.

## منظمات دولية مشتركة
يشترك البلدان في عضوية مجموعة من المنظمات الدولية، منها:
| علم المنظمة | اسم المنظمة                        | تاريخ انضمام البرازيل | تاريخ انضمام تونس |
| ----------- | ---------------------------------- | --------------------- | ----------------- |
|             | يونسكو                             | 4 نوفمبر 1946         | 8 نوفمبر 1956     |
|             | الفريق المعني برصد الأرض           | ?                     | ?                 |
|             | مؤسسة التمويل الدولية              | 31 ديسمبر 1956        | 25 يوليو 1962     |
|             | منظمة حظر الأسلحة الكيميائية       | ?                     | ?                 |
|             | مؤسسة التنمية الدولية              | 15 مارس 1963          | 30 ديسمبر 1960    |
|             | منظمة التجارة العالمية             | ?                     | ?                 |
|             | وكالة ضمان الاستثمار متعدد الأطراف | 7 يناير 1993          | 7 يونيو 1988      |
|             | الاتحاد الدولي للاتصالات           | 4 يوليو 1877          | 14 ديسمبر 1956    |
|             | منظمة الشرطة الجنائية الدولية      | ?                     | ?                 |
|             | الاتحاد البريدي العالمي            | ?                     | ?                 |
|             | الأمم المتحدة                      | 24 أكتوبر 1945        | 12 نوفمبر 1956    |
|             | البنك الدولي للإنشاء والتعمير      | 14 يناير 1946         | 14 أبريل 1958     |
|             | البنك الإفريقي للتنمية             | ?                     | ?                 |

## أعلام
هذه قائمة لبعض الشخصيات التي تربطها علاقات بالبلدين:
- جوزيه كلايتون (لاعب كرة قدم برازيلي، 21 مارس 1974 – )
- عباس محسن (سياسي من تونس، 25 أكتوبر 1945 – )
- فرانسيلودو سانتوس (لاعب كرة قدم برازيلي، 20 مارس 1979[28] – )

## وصلات خارجية
- موقع وزارة الخارجية البرازيلية
- موقع وزارة الخارجية التونسية